# Cornwallius sookensis
Cornwallius sookensis è un mammifero marino estinto, appartenente ai desmostili. Visse tra l'Oligocene inferiore e il Miocene inferiore (circa 31 - 20 milioni di anni fa) e i suoi resti fossili sono stati ritrovati in Nordamerica. 

## Descrizione
Questo animale, come gli altri desmostili, doveva essere vagamente simile a un piccolo ippopotamo dalle zampe palmate, lungo forse un paio di metri. Era dotato di un lungo muso e di incisivi a forma di zanne, rivolti in avanti e leggermente all'infuori. Rispetto ad altri desmostili, Cornwallius se ne differenziava per la presenza di una cresta sagittale ben definita (che evidentemente forniva da punto di ancoraggio per potenti muscoli delle fauci), per i canini superiori rivolti decisamente verso il basso e per la presenza di un processo postorbitale dell'osso giugale. Cornwallius era inoltre dotato di una particolare carena mediana dorsale del rostro e di creste paraglossali nella zona del diastema mascellare. 

## Classificazione
I primi fossili di questo animale vennero ritrovati nella formazione Sooke in terreni risalenti all'Oligocene superiore, nell'isola di Vancouver (Canada), e vennero descritti da I. A. Cornwall nel 1922 come una nuova specie del genere Desmostylus (D. sookensis). Solo un anno dopo, O. P. Hay riconobbe sufficienti tratti distintivi tali da istituire un genere a sé stante per questa specie, Cornwallius. Altri fossili di attribuiti a questa specie sono stati ritrovati in Oregon, in Alaska e in Baja California (Messico), in terreni di età compresa tra l'Oligocene inferiore e il Miocene inferiore; questi ritrovamenti dimostrerebbero l'eccezionale diffusione di questa specie in un notevole range temporale, ma è possibile che i vari fossili siano da attribuire a varie specie.
Una specie descritta nel 1939 come Cornwallius tabatai e proveniente dal Giappone è stata in seguito ascritta a un nuovo genere di desmostili, Paleoparadoxia (Reinhart, 1959). 
Cornwallius risulta essere un desmostilo attribuibile alla famiglia Desmostylidae, in una posizione derivata rispetto all'arcaico Ashoroa, ma basale rispetto a Ounalashkastylus, Kronokotherium e Desmostylus (Matsui e Tsuihiji, 2019).